# メフェノキサロン
メフェノキサロン（Mephenoxalone、商品名：Dorsiflex、Moderamin、Control-OM）は、筋弛緩剤 および軽い抗不安薬 であり、神経伝達を阻害し、反射弓を抑制することで骨格筋を弛緩させる。
筋弛緩作用として、精神状態にも影響を及ぼし、神経過敏や不安症の治療にも用いられる。